# Horeanșciîna, Dîkanka
Horeanșciîna (în ucraineană Горянщина) este un sat în comuna Vodeana Balka din raionul Dîkanka, regiunea Poltava, Ucraina.

## Demografie
Componența lingvistică a localității Horeanșciîna
     Ucraineană (100%)
Conform recensământului din 2001, toată populația localității Horeanșciîna era vorbitoare de ucraineană (100%).